# 鳥栖越山
鳥栖 越山（とす えつざん、1824年4月6日? - 1934年3月28日）は、日本の長寿の男性。職業は僧侶。

## 概略
文政7年（1824年）旧暦3月7日、熊本藩士鳥栖太左衛門の次男として生まれる。江戸幕府医学館、旃檀林（武蔵国駿河台、現在の駒込吉祥寺内の学寮）、慶應義塾に学ぶ。駒澤大学仏教学部講師を歴任。
和泉の長泉寺、常陸の鳳台院、数箇寺の住職を経て、大正10年（1921年）より東京府滝野川町西ヶ原の昌林寺の住職であった。
陸軍中将であった長岡外史と親しくしており、長岡の勧めによって、108歳を迎えた昭和7年（1932年）に飛行機に搭乗したという。
昭和9年（1934年）3月、満110歳の誕生日を目前にして死去。生年月日が正しければ、当時世界最高齢だった可能性がある。
しかし、生年月日には疑義があり、本人の認識では文化2年3月10日（1805年4月9日）生まれ、僧籍簿では天保2年3月10日（1831年4月22日）生まれ、役所の記録では天保4年3月7日（1833年4月26日）生まれであり戸籍に誤りがあるとの但し書きがあったといいはっきりとしていない。
石川武美は鳥栖に刺激され、毎朝暗いうちから庭掃除をすることをはじめたという。